# Softball az 1996. évi nyári olimpiai játékokon
Az 1996. évi nyári olimpiai játékokon rendeztek először softballtornát, amelyet július 21. és 30. között tartottak.

## Éremtáblázat
(A rendező ország csapata eltérő háttérszínnel, az egyes számoszlopok legmagasabb értéke, vagy értékei vastagítással kiemelve.)
| Az 1996. évi nyári olimpiai játékok éremtáblázata softballban | Az 1996. évi nyári olimpiai játékok éremtáblázata softballban | Az 1996. évi nyári olimpiai játékok éremtáblázata softballban | Az 1996. évi nyári olimpiai játékok éremtáblázata softballban | Az 1996. évi nyári olimpiai játékok éremtáblázata softballban | Olimpia  |
| ------------------------------------------------------------- | ------------------------------------------------------------- | ------------------------------------------------------------- | ------------------------------------------------------------- | ------------------------------------------------------------- | -------- |
|                                                               | Ország                                                        | Arany                                                         | Ezüst                                                         | Bronz                                                         | Összesen |
| 1.                                                            | Egyesült Államok (USA)                                        | 1                                                             | 0                                                             | 0                                                             | 1        |
|                                                               |                                                               |                                                               |                                                               |                                                               |          |
| 2.                                                            | Kína (CHN)                                                    | 0                                                             | 1                                                             | 0                                                             | 1        |
|                                                               |                                                               |                                                               |                                                               |                                                               |          |
| 3.                                                            | Ausztrália (AUS)                                              | 0                                                             | 0                                                             | 1                                                             | 1        |
|                                                               |                                                               |                                                               |                                                               |                                                               |          |
| Összesen                                                      | Összesen                                                      | 1                                                             | 1                                                             | 1                                                             | 3        |

## Érmesek
| Az 1996. évi nyári olimpiai játékok érmesei softballban | Az 1996. évi nyári olimpiai játékok érmesei softballban                                                                                               | Az 1996. évi nyári olimpiai játékok érmesei softballban | Az 1996. évi nyári olimpiai játékok érmesei softballban |
| --- | --- | --- | ------------------------------------------------------- |
| Arany | Ezüst | Bronz |                                                         |
| Egyesült Államok (USA) | Kína (CHN) | Ausztrália (AUS) |                                                         |
| Laura Berg Gillian Boxx Sheila Cornell Lisa Fernandez Michele Granger Lori Harrigan Dionna Harris Kim Maher Leah O'Brien Dot Richardson Julie Smith Michele Smith Shelly Stokes Dani Tyler Christa Williams | Lihong Wang Yaju Liu Liping He Ying Wang Fang Yan Hua Tao Yuqing Liu Hong Chen Li Lei Zhongxin An Jian Xu Ying Ma Chunfang Zhang Jingbai Ou Qiang Wei | Joanne Brown Kim Cooper Carolyn Crudgington Kerry Dienelt Peta Edebone Tanya Harding Jennifer Holliday Sally McDermid Francine McRae Haylea Petrie Nicole Richardson Melanie Roche Natalie Ward Brooke Wilkins Jocelyn Lester |                                                         |

## Lebonyolítás
A 8 résztvevő egy csoportban szerepelt, a csoport végeredményét körmérkőzések döntötték el. Az első négy helyezett jutott tovább az elődöntőbe, ahol az első és a második, valamint a harmadik és negyedik helyezett játszott egymással. Az első és második helyezett mérkőzésének győztese a döntőbe került. A vesztes a harmadik és negyedik helyezett győztesével újabb mérkőzést játszott a döntőbe jutásért.

## Csoportkör
| Színmagyarázat                                             |
| ---------------------------------------------------------- |
| A csoportkör első négy helyezettje bejutott az elődöntőbe. |
| A csoportkör utolsó négy helyezettje kiesett.              |

| Csapat           | M | Gy | V | P+ | P– | Pk  |
| ---------------- | - | -- | - | -- | -- | --- |
| Egyesült Államok | 7 | 6  | 1 | 37 | 7  | +30 |
| Kína             | 7 | 5  | 2 | 29 | 7  | +22 |
| Ausztrália       | 7 | 5  | 2 | 22 | 11 | +11 |
| Japán            | 7 | 5  | 2 | 24 | 18 | +6  |
| Kanada           | 7 | 3  | 4 | 15 | 17 | –2  |
| Tajvan           | 7 | 2  | 5 | 19 | 19 | 0   |
| Hollandia        | 7 | 1  | 6 | 4  | 32 | –28 |
| Puerto Rico      | 7 | 1  | 6 | 5  | 44 | –39 |

| 1996. július 21. |  | Puerto Rico (PUR) | 0–10 | Egyesült Államok |  |  |
| 1996. július 21. |  |                   |      |                  |  |  |

| 1996. július 21. |  | Tajvan (TPE) | 1–2 | Kanada |  |  |
| 1996. július 21. |  |              |     |        |  |  |

| 1996. július 21. |  | Kína (CHN) | 6–0 | Ausztrália |  |  |
| 1996. július 21. |  |            |     |            |  |  |

| 1996. július 21. |  | Japán (JPN) | 3–0 | Hollandia |  |  |
| 1996. július 21. |  |             |     |           |  |  |

| 1996. július 22. |  | Ausztrália (AUS) | 4–0 | Tajvan |  |  |
| 1996. július 22. |  |                  |     |        |  |  |

| 1996. július 22. |  | Kína (CHN) | 0–3 | Japán |  |  |
| 1996. július 22. |  |            |     |       |  |  |

| 1996. július 22. |  | Puerto Rico (PUR) | 0–4 | Kanada |  |  |
| 1996. július 22. |  |                   |     |        |  |  |

| 1996. július 22. |  | Hollandia (NED) | 0–9 | Egyesült Államok |  |  |
| 1996. július 22. |  |                 |     |                  |  |  |

| 1996. július 23. |  | Kína (CHN) | 2–1 | Kanada |  |  |
| 1996. július 23. |  |            |     |        |  |  |

| 1996. július 23. |  | Tajvan (TPE) | 7–1 | Hollandia |  |  |
| 1996. július 23. |  |              |     |           |  |  |

| 1996. július 23. |  | Japán (JPN) | 1–6 | Egyesült Államok |  |  |
| 1996. július 23. |  |             |     |                  |  |  |

| 1996. július 23. |  | Ausztrália (AUS) | 0–2 | Puerto Rico |  |  |
| 1996. július 23. |  |                  |     |             |  |  |

| 1996. július 24. |  | Tajvan (TPE) | 0–4 | Egyesült Államok |  |  |
| 1996. július 24. |  |              |     |                  |  |  |

| 1996. július 24. |  | Kína (CHN) | 10–0 | Puerto Rico |  |  |
| 1996. július 24. |  |            |      |             |  |  |

| 1996. július 24. |  | Ausztrália (AUS) | 1–0 | Hollandia |  |  |
| 1996. július 24. |  |                  |     |           |  |  |

| 1996. július 24. |  | Kanada (CAN) | 0–4 | Japán |  |  |
| 1996. július 24. |  |              |     |       |  |  |

| 1996. július 25. |  | Hollandia (NED) | 0–8 | Kína |  |  |
| 1996. július 25. |  |                 |     |      |  |  |

| 1996. július 25. |  | Ausztrália (AUS) | 10–0 | Japán |  |  |
| 1996. július 25. |  |                  |      |       |  |  |

| 1996. július 25. |  | Puerto Rico (PUR) | 2–10 | Tajvan |  |  |
| 1996. július 25. |  |                   |      |        |  |  |

| 1996. július 25. |  | Egyesült Államok (USA) | 4–2 | Kanada |  |  |
| 1996. július 25. |  |                        |     |        |  |  |

| 1996. július 26. |  | Japán (JPN) | 8–1 | Puerto Rico |  |  |
| 1996. július 26. |  |             |     |             |  |  |

| 1996. július 26. |  | Egyesült Államok (USA) | 1–2 | Ausztrália |  |  |
| 1996. július 26. |  |                        |     |            |  |  |

| 1996. július 26. |  | Hollandia (NED) | 1–4 | Kanada |  |  |
| 1996. július 26. |  |                 |     |        |  |  |

| 1996. július 26. |  | Kína (CHN) | 1–0 | Tajvan |  |  |
| 1996. július 26. |  |            |     |        |  |  |

| 1996. július 27. |  | Kanada (CAN) | 2–5 | Ausztrália |  |  |
| 1996. július 27. |  |              |     |            |  |  |

| 1996. július 27. |  | Hollandia (NED) | 2–0 | Puerto Rico |  |  |
| 1996. július 27. |  |                 |     |             |  |  |

| 1996. július 27. |  | Kína (CHN) | 2–3 | Egyesült Államok |  |  |
| 1996. július 27. |  |            |     |                  |  |  |

| 1996. július 27. |  | Japán (JPN) | 5–1 | Tajvan |  |  |
| 1996. július 27. |  |             |     |        |  |  |

## Rájátszás
|  |           |                  |           |            |      |                    |                    |                    |   |  |       |                  |       |
|  | Elődöntők | Elődöntők        | Elődöntők |            |      | A döntőbe jutásért | A döntőbe jutásért | A döntőbe jutásért |   |  | Döntő | Döntő            | Döntő |
|  | Elődöntők | Elődöntők        | Elődöntők |            |      | A döntőbe jutásért | A döntőbe jutásért | A döntőbe jutásért |   |  | Döntő | Döntő            | Döntő |
|  |           |                  |           |            |      |                    |                    |                    |   |  |       |                  |       |
|  |           |                  |           |            |      |                    |                    |                    |   |  |       |                  |       |
|  | 2         | Kína             | 0         |            |      |                    | 2                  | Kína               | 1 |  |       |                  |       |
|  | 2         | Kína             | 0         |            |      |                    | 2                  | Kína               | 1 |  |       |                  |       |
|  | 1         | Egyesült Államok | 1         |            |      |                    |                    |                    |   |  | 1     | Egyesült Államok | 3     |
|  | 1         | Egyesült Államok | 1         |            |      |                    |                    |                    |   |  | 1     | Egyesült Államok | 3     |
|  |           |                  |           | 2          | Kína | 4                  |                    |                    |   |  |       |                  |       |
|  |           |                  |           | 2          | Kína | 4                  |                    |                    |   |  |       |                  |       |
|  |           |                  | 3         | Ausztrália | 2    |                    |                    |                    |   |  |       |                  |       |
|  |           |                  |           | Ausztrália | 2    |                    |                    |                    |   |  |       |                  |       |
|  | 3         | Ausztrália       | 3         |            |      |                    |                    |                    |   |  |       |                  |       |
|  | 3         | Ausztrália       | 3         |            |      |                    |                    |                    |   |  |       |                  |       |
|  | 4         | Japán            | 0         |            |      |                    |                    |                    |   |  |       |                  |       |
|  | 4         | Japán            | 0         |            |      |                    |                    |                    |   |  |       |                  |       |
|  |           |                  |           |            |      |                    |                    |                    |   |  |       |                  |       |

### Elődöntők
| 1996. július 29. |  | Kína (CHN) | 0–1 | Egyesült Államok |  |  |
| 1996. július 29. |  |            |     |                  |  |  |

| 1996. július 29. |  | Ausztrália (AUS) | 3–0 | Japán |  |  |
| 1996. július 29. |  |                  |     |       |  |  |

### A döntőbe jutásért
| 1996. július 30. |  | Kína (CHN) | 4–2 | Ausztrália |  |  |
| 1996. július 30. |  |            |     |            |  |  |

### Döntő
| 1996. július 30. |  | Kína (CHN) | 1–3 | Egyesült Államok |  |  |
| 1996. július 30. |  |            |     |                  |  |  |

| Az 1996. évi nyári olimpiai játékok softballtornájának olimpiai bajnoka |
| · EGYESÜLT ÁLLAMOK · 1. cím                                             |
| ----------------------------------------------------------------------- |

## Végeredmény
| Arany | Egyesült Államok (USA) | 9  | 8 | 1 | 41 | 8  | +33 |  |  |
| Ezüst | Kína (CHN)             | 10 | 6 | 4 | 34 | 13 | +21 |  |  |
| Bronz | Ausztrália (AUS)       | 9  | 6 | 3 | 27 | 15 | +12 |  |  |
| 4.    | Japán (JPN)            | 8  | 5 | 3 | 24 | 21 | +3  |  |  |
|       |                        |    |   |   |    |    |     |  |  |
| 5.    | Kanada (CAN)           | 7  | 3 | 4 | 15 | 17 | –2  |  |  |
| 6.    | Tajvan (TPE)           | 7  | 2 | 5 | 19 | 19 | 0   |  |  |
| 7.    | Hollandia (NED)        | 7  | 1 | 6 | 4  | 32 | –28 |  |  |
| 8.    | Puerto Rico (PUR)      | 7  | 1 | 6 | 5  | 44 | –39 |  |  |